# Epipterygium
Epipterygium és un gènere de molses de la família de les briàcies. Conté unes 20 espècies. Epipterygium tozeri és la única espècie del gènere present als Països Catalans.